# Glenea socia
Glenea socia är en skalbaggsart som beskrevs av Charles Joseph Gahan 1889. Glenea socia ingår i släktet Glenea och familjen långhorningar.
Artens utbredningsområde är Sri Lanka. Inga underarter finns listade i Catalogue of Life.